# Temporada do Clube de Regatas do Flamengo de 2018/Movimentações
Estas são as movimentações (entradas e saídas) de futebolistasdo Clube de Regatas do Flamengo na temporada de 2018.

## Movimentações
Referências externas (evitar erros de referências nesta página):  /  /  /  /  /  /  /  /  /  /  /  /  / /  /  /  / 
| Jogador       | Pos. | Clube de destino e período       | Ref.        |
| ------------- | ---- | -------------------------------- | ----------- |
| Nixon         | A    | Kalmar, 31/12/2018               | [ 19 ]      |
| Matheus Sávio | M    | Estoril Praia, 30/06/2018        | [ 19 ]      |
| Cafu          | A    | Estoril Praia, 30/06/2018        | [ 19 ]      |
| Canteros      | V    | Chapecoense, 31/05/2018          | [ 19 ]      |
| Thiago Santos | A    | Mumbai City, 31/12/2018          | [ 19 ]      |
| Gabriel       | PD   | Sport, 31/12/2018                | [ 1 ]       |
| Alex Muralha  | G    | Albirex Niigata, 01/02/2019      | [ 2 ] [ 3 ] |
| Rafael Vaz    | Z    | Universidad de Chile, 13/02/2019 | [ 4 ]       |
| Jajá          | V    | Kalmar, 31/12/2018               | [ 20 ]      |

| Jogador       | Pos. | Clube de origem e período    | Ref.   |
| ------------- | ---- | ---------------------------- | ------ |
| Geuvânio      | A    | Tianjin Quanjian, 31/12/2018 | [ 21 ] |
| Marlos Moreno | A    | Manchester City, 31/12/2018  | [ 5 ]  |

| Jogador          | Pos. | Clube anterior | Ref.   |
| ---------------- | ---- | -------------- | ------ |
| Júlio César      | G    | Benfica        | [ 6 ]  |
| Henrique Dourado | A    | Fluminense     | [ 7 ]  |
| Fernando Uribe   | A    | Toluca         | [ 8 ]  |
| Vitinho          | A    | CSKA Moscou    | [ 15 ] |
| Piris Da Motta   | V    | San Lorenzo    | [ 16 ] |
| Thiago Ennes     | LD   | Náutico        | [ 22 ] |

| Jogador         | Pos. | Clube de destino   | Ref.   |
| --------------- | ---- | ------------------ | ------ |
| Márcio Araújo   | V    | Chapecoense        | [ 19 ] |
| Trindade        | V    | Jamshedpur         | [ 19 ] |
| Mancuello       | M    | Cruzeiro           | [ 23 ] |
| Júlio César     | G    | Carreira encerrada | [ 9 ]  |
| Éverton         | A    | São Paulo          | [ 10 ] |
| Vinícius Júnior | A    | Real Madrid        | [ 11 ] |
| Ederson         | M    | Carreira suspensa  | [ 12 ] |
| Jonas           | V    | Al-Ittihad         | [ 13 ] |
| Felipe Vizeu    | A    | Udinese            | [ 14 ] |
| Paolo Guerrero  | A    | Contrato encerrado | [ 17 ] |
| Lucas Paquetá   | A    | Milan              | [ 18 ] |

Legenda
| - : Jogadores que retornam de empréstimo | - : Jogadores emprestados |